# Euscelidia mucronata
Euscelidia mucronata är en tvåvingeart som beskrevs av Dikow 2003. Euscelidia mucronata ingår i släktet Euscelidia och familjen rovflugor.
Artens utbredningsområde är Kenya. Inga underarter finns listade i Catalogue of Life.